# Mesanthura nubifera
Mesanthura nubifera är en kräftdjursart som beskrevs av Johann-Wolfgang Wägele 1984. Mesanthura nubifera ingår i släktet Mesanthura och familjen Anthuridae. Inga underarter finns listade i Catalogue of Life.